# Gyöngyös György
Gyöngyös György (Lujzikalagor, 1905 – 1975 előtt) moldvában, Lujzikalagorban élt, magyar kobzos. Híressé különleges játékmódja miatt vált, a Tázló mente kobzosai mind tanultak tőle, valamint a jelen kobzosai is előszeretettel alkalmazzák játékmódját.

## Élete, tevékenysége
Életéről kevés adat maradt fenn, a vele végzett gyűjtések nem igazán terjedtek ki családi hátterére. Paraszt családból való, de elmondások szerint édesapja és nagyapja is zenész volt, és családjából ismerni még két kobzost: öccsét, Gyöngyös Jánost (akitől szintén értékes, Györgyéhez nem meglepően nagyon hasonló játékmódú hang-, és videóanyag maradt meg) és Buták Györgyöt. Gyöngyös Györgyre elég nagy területen emlékeznek magyarok és cigányok egyaránt. Hegedűsökkel járt zenélni lakodalmakba, táncos mulatságokban (ahogy a bogdánfalvi Duma György is), és a környék legjobb kobzosaként tartották számon. Kíséretet és dallamot egyaránt játszott, olyannyira, hogy mikor a hegedűsnek elszakadt a húrja, ő tovább vitte a kísérettel egybeszőtt dallamot a kobzon, így nem kellett megszakítani a táncot. A Tázló menti falvak (Rosszpatak, Esztufuj, Szendulén, Gajdár stb.) a vízválasztó túloldalán fekvő Bogdánfalvával és Lujzikalagorral rendszeres kapcsolatban voltak, a zenészek is ismerték egymást. Gyöngyös György játéka még életében elhíresült ezen a területen, így érthető, hogy nem csak közvetlen környezete, hanem az egész Tázló mente kobzosai szinte mind hozzá mentek tanulni.
Halála időpontja ismeretlen, az 1970-es évek közepén már biztosan nem élt.

## Zenei hagyatéka és játékmódja

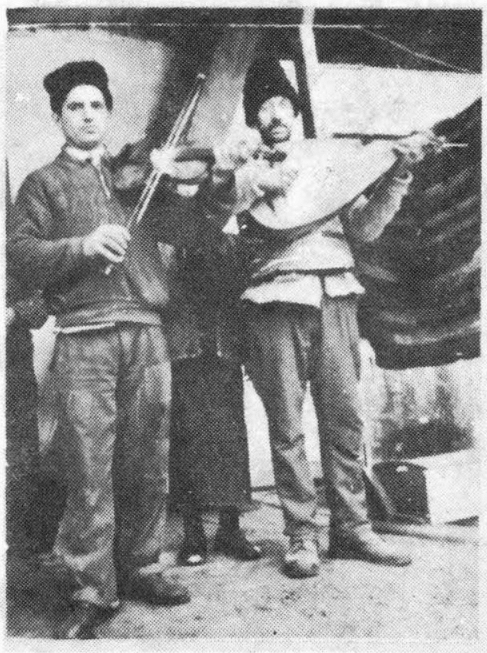
Gyöngyös György kobzos és Gábor Antal hegedűs

Az utólagos néprajzi szóbeli gyűjtéseken túl összesen négy alkalommal gyűjtöttek Gyöngyös Györgytől, ezek hangzóanyagából ismerjük játékát. Először Jagamas János járt nála, 1950 szeptember 17-én, ekkor a Gábor János Anton nevű lujzikalagori hegedűst kísérte. Ez alkalommal 12 dalról készült felvétel fonográfhengerre. Ezek a felvételek Jagamas dési származása révén a Román Akadémia Folklórarchívumába kerültek, és mai napig is ott találhatóak. Nem sokkal később, 1958 február 20-án újra Jagamas járt nála, de ezúttal Domokos Pál Péterrel együtt, ekkor 8 különböző dallamot vettek magnetofonszalagra, melyen Gábor Antal 31 éves lujzikalagori hegedűssel (feltételezhetően az illető ugyan az mint az 1950-es gyűjtésen, csak más névleírással) játszik együtt. Ezek a szalagok már a Zenetudományi Intézet Népzenei Gyűjteményébe kerültek. Ezt követően Kallós Zoltán 1965-ben két alkalommal gyűjtött tőle, egyszer júniusban 10 dallamot, és egy pontosan nem megjelölt időpontban még nyolcat. Valamint egy utólagos lejegyzés alkalmával két dallam és egy bemondás (melyek egyébként a '65-ös gyűjtésről valók és "hiányoznak" is arról a ZTI adatbázisában) 1971-re lett dátumozva, feltehetően azért, mert egy 1971-es Kolozs megyei gyűjtést tartalmazó nagylemezre lett átmásolva az eredeti magnetofonszalagról. Ezeken mind egyedül szerepel, kobozkísérettel énekel és kobzon táncdallamokat játszik.
A jelenkor kobzosai az ő játékát tekintik a hagyományos kobozjáték legkézzelfoghatóbb alapjának, ezért is felbecsülhetetlenek azok az ugyan nem kifogástalan minőségű hangzóanyagok amiken játéka hallható, emellett azonban jól érzékeltetik a föntebb említett dallamjátékos kíséretmódot. Ez a dallamkíséret ritkán fedi le pontosan a prímás (hegedűs vagy furulyás) által játszott dallamot, inkább csak a dallamvonulatot követi, miközben a saját belső dallamait bontakoztatja ki jellegzetes dallamegységek variálásával. Régre nyúlik vissza e játékmód, mely abból is látszik, hogy már Liszt Ferenc is említi könyvében, miszerint amikor Jászvásáron járt, (Moldva "fővárosában"), alkalma volt meghallgatni egy zenekart, és ott látta, amint a kobzos nem funkciós harmonizálással, hanem ritmizált orgonapontszerű játékkal kísért. Egyébként ez a gondolkodásmód fedezhető fel a legtöbb moldvai kobzos kíséretében, amely minimális harmóniaváltást, de virtuóz pengetést igényel.

## Hangszere hangolása
Kobzáját a mai elterjedt húrozáshoz hasonlóan ő is nyolc húrral szerelte, hangolása Jagamas János szerint d'-d' a-A d'-d' g-g.